# Piacenza Rugby Club
Il Piacenza Rugby Club è un club italiano di rugby a 15 dell'omonima città emiliana.

## La storia
La squadra venne fondata nel 1947 dal cavaliere Piero Grigioni che aveva militato nella squadra cittadina di Bologna. Il primo presidente fu l'avvocato Francesco Massari. La prima partita della nuova squadra fu a Modena contro la selezione locale e fu una sconfitta per 3-0, ribaltata però nel ritorno, finito 9-7.
Nella stagione 1959-1960 esordisce nel campionato di Serie A e vi rimane alcuni anni.

In seguito, nella stagione 1966-1967 ritorna nella massima serie ma di nuovo non ottiene risultati di rilievo. Dovrà aspettare fino alla stagione 1995-1996 per rimettere piede nella Serie A.
Dopo un anno di massima serie e uno di Serie B, il Piacenza si ripresenta nella massima serie ed è in questa occasione che ottiene i maggiori risultati.

Infatti nella stagione 1999-2000 si classifica al quinto posto e conquista i play-off scudetto. Benché esca molto presto nei play-off, questo permette alla squadra di entrare nelle coppe europee. Infatti durante la stagione 2000-2001 il Piacenza Rugby debutta in Europa partecipando alla Shield Cup.

Lo stesso anno però il Piacenza viene retrocesso in seconda serie, che da quell'anno comincerà a chiamarsi Serie A. Negli ultimi anni nonostante la classifica gli permetta di partecipare quasi regolarmente ai playoff per la risalita nella massima serie, l'obiettivo non viene mai centrato.
Nella stagione 2014-15 si è classificato al 1º posto nel girone B della serie B ed è stato promosso in serie A dopo lo spareggio con Paese. L'anno successivo è retrocesso di nuovo in serie B, dove milita fino al 2023 con alterne fortune.
Nella stagione 2023/24, con 22 vittorie su altrettanti incontri disputati, conquista la promozione in Serie A.

## Elenco giocatori 2023-24
Agio, Alberti A., Alberti M., Baccalini, Baciocchi, Battini, Beghi, Ben Khaled, Bertelli, Bertorello, Bilal, Bonatti, Botti, Casali, Castagnoli, Cerrato, Chernenko, Cisint, Codazzi, Cornelli, Crotti, Fermi, Fusar Poli, Grandi, Lekic, Marazzi, Misseroni, Negrello, Nicolucci, Nosotti, Rapone, Roda, Savi, Trabacchi, Viani, Viganò, Zampedri.